# Crypsithyris chrysippa
Crypsithyris chrysippa är en fjärilsart som beskrevs av Edward Meyrick 1917. Crypsithyris chrysippa ingår i släktet Crypsithyris och familjen äkta malar.
Artens utbredningsområde är Sri Lanka. Inga underarter finns listade i Catalogue of Life.